# Kull. Banita z Atlantydy
Kull. Banita z Atlantydy – zbiór opowiadań autorstwa Roberta E. Howarda, zawierająca teksty o Kullu z Atlantydy. Najstarsze dzieło, Królestwo Cieni, pochodzi z 1929 roku i początkowo został opublikowany w magazynie Weird Tales.  Zbiór po raz pierwszy ukazał się w 1967 roku pod tytułem King Kull. W 2009 roku nakładem wydawnictwa Del Rey pojawiło się ilustrowanie wydanie książki z dziełami Justina Sweeta. Zostały również dodane dodatkowe teksty. Wprowadzenie do nowego wydania zostało napisane przez Steve'a Tompkinsa. Pierwsze polskie wydanie ukazało się w 2014 roku dzięki Domowi Wydawniczemu Rebis. Teksty przetłumaczył Tomasz Nowak.

## Spis opowiadań
Jeśli nie podano inaczej opowiadanie ukazało się po raz pierwszy w zbiorze King Kull z 1967 roku.
1. Opowiadanie bez tytułu – wcześniej opublikowane jako Exile of Atlantis.
2. Królestwo cieni – pierwsza publikacja w 1929 roku w Weird Tales.
3. Lustra Tuzuna Thune'a – pierwsza publikacja w 1929 roku w Weird Tales.
4. Wersja bez tytułu – pierwsza publikacja w zbiorze Kull w 1978.
5. Kot i czaszka
6. Uderzenie gongu
7. Ołtarz i skorpiony
8. Przekleństwo złotej czaszki – pierwsza publikacja w fanzinie The Howard Collector w 1967 roku.
9. Czarne miasto – pierwsza publikacja w zbiorze Kull.
10. Tym toporem władam!
11. Miecze purpurowego królestwa
12. Król i dąb – pierwsza publikacja w Weird Tales w lutym 1939 roku.
13. Królowie nocy – pierwsza publikacja w Weird Tales w listopadzie 1930 roku.
14. Letnie świtanie – pierwsza publikacja w 2009 roku w tym zbiorze.
15. Am-ra, Ta-an – opublikowana po raz pierwszy w 2002 w zbiorze A rhyme of Salem Towns and Other Poems.
16. Opowieść Am-ry – pierwsza publikacja w 1998 w zbiorze The New Howard Reader 2.
17. Niedokończony fragment bez tytułu – pierwsza publikacja w 2009 roku w tym zbiorze.
18. Niekompletny fragment bez tytułu  – pierwsza publikacja w 2009 roku w tym zbiorze.
19. Królestwo cieni [wersja] –  pierwsza publikacja w 2009 roku w tym zbiorze.
20. Kot Delcardes [wersja]  – pierwsza publikacja w 2009 roku w tym zbiorze.
21. Król i Dąb [wersja] – pierwsza publikacja w 1998 w zbiorze The New Howard Reader 1.

## Treść opowiadań[4]

### Opowiadanie bez tytułu
Młody Kull podróżuje wraz z Gor-ną oraz Am-rą. Mężczyźni dyskutują na temat religii. Kull nie zgadza się z Gor-ną, dlatego zarzuca mu on bluźnierstwo względem swojego ludu. Kull odpowiada więc, że wychował się wśród dzikich zwierząt w Tygrysiej Dolinie i tak naprawdę nie wie, skąd pochodzi. Gor-na i Am-ra chwalą go, mówiąc, że jest wspaniałym wojownikiem, lecz jednocześnie upominają chłopaka: musi zacząć lepiej panować nad własnym językiem. Gdy w dyskusji pojawia się temat Valusii Kull wyznaje, że bardzo chciałby zobaczyć ową krainę, jawiącą mu się jako państwo pełne szczęśliwości. Gor-na znów jest niezadowolony, ponieważ to ów kraj jest winny zniewoleniu Atlantydy, przez którą stała się ona wrogiem wszystkich ludzi.
Następnego ranka mężczyźni wracają do swojego plemienia. Tam zauważają, że ktoś ma zostać spalony na stosie. Okazuje się, że to Ala. Dziewczyna poślubiła lemuriańskiego pirata. Po jego śmierci została wyrzucona na brzeg i powróciła do plemienia, gdzie czeka ją kara śmierci z powodu małżeństwa z wrogiem. Gdy Ala znajduje się już na stosie, jej wzrok pada na Kulla: w jej oczach nie widać lęku, a jedynie prośbę o pomoc. Młody wojownik zauważa, że nie będzie w stanie oswobodzić dziewczyny, dlatego – za jej niemym pozwoleniem – rzuca w jej stronę ostrzem, trafiając prosto w serce i w ten sposób skracając jej cierpienia. Jednocześnie członkowie plemienia zaczynają go gonić. Nikt nie jest jednak tak szybki jak Kull, dlatego młodzieńcowi udaje się uciec.

### Królestwo cieni
Do Valusii wraca wojsko. Kull, jej władca, obserwuje pochód siedząc na swoim karym koniu. Po przywitaniu oddziałów Czerwonych Zabójców król ruszył do pałacu, rozmawiając ze swoimi dowódcami o armii. Jednocześnie lud wyraża swoje zdanie na temat władcy: niektórzy z nich go kochają, inni uważają go za barbarzyńcę, który bezprawnie zasiada na Tronie Królów. Gdy Kull dociera do pałacu przyjmuje do siebie Naczelnika Rady i prawą rękę króla Piktów, Ka-nu. Ten pragnie, aby król przybył samotnie na ucztę jego pana. Kull zgadza się.
Władca Valusii przybywa na spotkanie. Siedząc przy stole, rozmawia z Ka-nu na temat błahych spraw. W końcu mężczyźni wypraszają pozostałych uczestników uczty. Ka-nu mówi, że jest już stary i zmęczony, jednak widzi, że Kull może jeszcze wiele zdziałać: jest młodym wojownikiem, który może nie tylko zostać najpotężniejszym ze wszystkich królów władcą, ale także mężem, który zjednoczy Atlantydę. Pyta się też Kulla, kto jest jego następcą. Okazuje się, że jest to Kaanuub, baron Blaalu. Ten wybór nie podoba się Ka-nu, gdyż postrzega mężczyznę jedynie jako figuranta. Chcąc chronić Kulla Ka-nu informuje go, że jutro przybędzie do niego Brule Zabójcza Włócznia, którego protekcji Kull ma w pełni zaufać i wykonywać jego rozkazy. Chcąc zdobyć zaufanie króla, Ka-nu wręcza mu skradziony wcześniej zielony klejnot ze Świątyni Węża, tym samym oddając Kullowi pełną władzę nad własnym życiem. Następnie Ka-nu każe Kullowi odejść. Nocy tej władca Valusii nie zaznał snu.
Następnego dnia u Kulla pojawia się Brule Zabójcza Włócznia. Na powitanie wypowiada słowa: Ka nama kaa lajerama. Kull nie zna ich znaczenia, lecz jest pewny, że gdzieś już je słyszał, dlatego pyta o to Pikta. Ów jednak nie tłumaczy słów. Brule każe Kullowi zrzucić królewskie szaty, ponieważ nocy tej ma dokonać wielkich czynów. Następnie prowadzi króla przez pałac, ku tajnemu przejściu. Chwilę później okazuje się, że osiemnastu Czerwonych Zabójców, którzy dopiero co stali na straży Kulla, leży martwych. Po powrocie do pomieszczenia, w którym władca znajdował się wcześniej, okazuje się, że osoby, które przed chwilą barbarzyńca widział zamordowane, wciąż go pilnują.
Brule znów prowadzi Kulla do tajnego przejścia. Trafiają na Tu, naczelnego radcę tronu. Widzą, jak mężczyzna dokonuje zdrady. Z tego powodu Kull zabija go. Po śmierci Tu wraca do swojej prawdziwej postaci: okazuje się, że posiada głowę węża. Kull orientuje się, że kapłani wężowego boga, stworzenia potrafiące przybierać dowolną postać, istnieją naprawdę. Wkrótce Kull dowiaduje się, że także jego strażnicy są zdrajcami. Prawdziwi strażnicy zaś tak naprawdę nie są martwi, a jedynie zapadli w głęboki sen. O spisku na życie Kulla dowiedział się wcześniej Ka-nu i dlatego właśnie przysłał Brule'a do ochrony władcy.
Brule odciąga Kulla od strażników i wtedy atakuje króla. Władca Valusii zabija go: jego strażnik zmienia się w stworzenie z głową węża. W tym samym momencie do pomieszczenia wchodzi prawdziwy Brule. Zapytany, jak można odróżnić człowieka od kapłana wężowego boga odpowiada, że bransoleta, którą posiada może być noszona tylko przez ludzi. Ponadto tylko człowiek wypowiedzieć może słowa Ka nama kaa lajerama. Ich znaczenie jest zapomniane, jednak samo ich brzmienie zachowało się. Niegdyś były zawołaniem ludzi walczących z istotami ze Starszego Wszechświata. Brule zaczyna opowiadać Kullowi historię Valusii. Podobno od wieków wężoludzie zabijali prawdziwych władców, zajmując ich miejsce, tak jak to dziś miałoby stać się z Kullem.
Dalej wędrując korytarzami Kull i Brule trafiają na ducha Eallala, króla Valusii sprzed tysięcy lat. Podobno został zamordowany w Pokoju Przeklętym. Jego mordercami byli wężoludzie, przez co jego dusza po śmiercu musiała być im posłuszna. Mężczyźni obiecują sobie, że jeśli jeden z nich zostanie śmiertelnie raniony, drugi go dobije, tak aby nie stać się niewolnikami potworów.
Kull ponownie zasiada w Sali Tronowej. Brule pełni straż. Kull zastanawia się nad tym, jak wielkim królestwem cienia przyszło mu rządzić. Wielu z jego poddanych jest prawdopodobnie wężoludźmi, a nawet jeśli nie, to w głębi duszy wielu z nich chce go skrzywdzić. Brule informuje Kulla, że wężoludzie prawdopodobnie znów wkrótce uderzą. Chwilę później władca rusza na spotkanie rady. Wszyscy doradcy króla okazują się być wężoludźmi. Mężczyźni zaczynają atakować zdrajców. Niedługo potem Kull zabija wężoczłowieka, który miał podszywać się pod niego po śmierci. Ka-nu mówi, że moc węża została przełamana: władzę w Valusii znów dzierżą ludzie. Kull zaś decyduje, że Pokój Przeklęty, w którym zginął Ellal i w którym przed chwilą walczył z wężoludźmi ma być podwójnie przeklęty, a wejście do niego zostaje zakazane. Ciała zamordowanych stworów mają w nim gnić na zawsze jako symbol zdychającej potęgi Węża. Zaraz po tym oświadczeniu zmęczony i raniony Kull traci przytomność.

### Lustra Tuzuna Thune'a
Kull znużony zasiada na swym tronie. Brule podchodzi do niego i proponuje odległą wyprawę, która rozerwie króla. Kull nie ma jednak ochoty, dlatego jego przyjaciel odchodzi. Wkrótce do mężczyzny zbliża się jedna z dziewcząt mieszkających na dworze i zdradza mu, że nijaki Tuzun Thun, czarownik ze Starej Rasy, potrafi kontaktować się z demonami i umarłymi, a także posiada inne rozliczne moce. Zaciekawiony Kull wyrusza do jego domu.
Król rozmawia z Tuzun Thunem, który potwierdza, że potrafi rozmawiać i z demonami, i z umarłymi. Czarownik zachęca Kulla, aby spojrzał w lustra znajdujące się w jego domu, dzięki czemu nabędzie wielkiej mądrości. Barbarzyńca zaczyna więc wpatrywać się w jedno z nich, widząc przyszłość. Kull jest tak zafascynowany, że nic nie jest w stanie odciągnąć  go od wpatrywania się w odbicia i analizowania tego, co widzi. Każdą chwilę zwątpienia króla rozgania zaś Tuzun Thun, który twierdzi, że władca musi w pełni uwierzyć, aby moc luster zadziałała. Kull wraca co dnia do czarownika.
Pewnego dnia barbarzyńca czuje coś dziwnego. Wydaje mu się, że się rozpływa. W tej właśnie chwili lustro zostaje zbite przez Brulego Żelazną Tarczę. Okazuje się, że lustra były kolejną próbą usunięcia władcy dokonaną przez Kaanuuba. Podczas rozmowy z Brule Kull decyduje, że dziewczyna, która zaproponowała mu przyjście do czarownika, nie zostanie ukarana: była tylko narzędziem w rękach swoich panów.

## Postacie
- Kull – król Valusii, barbarzyńca pochodzący z Atlantydy. Główny bohater opowiadań.
- Brule Zabójcza Włócznia – Pikt, przyjaciel i strażnik Kulla.
- Ka-nu – starzec, popierający rządy Kulla; często przewiduje zasadzki, jakie czyhają na króla Valusii.
- Kaanuub – wróg Kulla, próbujący doprowadzić do usunięcia go z tronu.
- Tuzun Thun – czarownik ze Starej Rasy; próbował usunąć Kulla na polecenie Kaanuuba. Jest stary: jego twarz jest pomarszczona, jednak posiada błyszczące, szare oczy.
- Kelkor – silny człowiek, w pełni panujący nad własnym ciałem. Druga co do ważności osoba w armii Kulla. Z pochodzenia Lemurianin.
- Tu – naczely radca tronu; prawa ręka Kulla.

## Miejsca występujące w opowiadaniach
- Valusia – kraj, którym włada Kull.
- Piktland – barbarzyńska kraina, z której pochodzi Brule.
- Atlantyda – zamieszkiwana przez barbarzyńców kraina, z której pochodzi Kull. Uznawana jest za miejsce zamieszkiwane przez wrogów wszystkich ludzi.
- Tygrysia Dolina – miejsce położone w Atlantydzie, w którym wychował się Kull.
- Pokój Przeklęty – pomieszczenie w pałacu Kulla; zginął w nim jeden z królów Valusii. Pomieszczenie zostało zamknięte i zapieczętowane przez Kulla po tym, jak wężoludzie próbowali go zabić.
- Dom Tysiąca Luster nad Jeziorem Widzeń – dom należący do Tuzuna Thuna, w którym znaleźć można zaczarowane lustra. Znajduje się w Valusii.

## Rasy występujące w opowiadaniach
- Wężoludzie – starożytna i przebiegła rasa, obecnie chyląca się ku upadkowi. Wężoludzie wyglądają jak ludzie z głowami węży. Są w stanie zmieniać kształt na dowolnie przez siebie wybrany, a także przejmować dusze tych, których zabili (ostatni cios zadany umierającemu musiał zostać wykonany przez wężoczłowieka, aby mógł on przejąć władzę nad duchem swojej ofiary).